# Pedro Martínez (basket-ball)
Pour les articles homonymes, voir Pedro Martínez (homonymie) et Martinez.
Pedro Martínez Sánchez, né le 19 juin 1961, à Barcelone, en Espagne, est un entraîneur espagnol de basket-ball.

## Carrière
Lors de la saison 2016-2017, le Valencia BC entraîné par Martínez remporte le championnat d'Espagne et atteint la finale de l'EuroCoupe et de la Coupe du roi. Néanmoins Martínez quitte Valencia à la fin de la saison.
En octobre 2017, Pablo Prigioni, l'entraîneur du Saski Baskonia démissionne de ses fonctions après un mauvais début de saison. Il est remplacé peu après par Martínez qui signe un contrat durant jusqu'à la fin de la saison 2018-2019,.
En novembre 2018, Martínez est limogé de son poste d'entraîneur en raison du mauvais bilan (2 victoires pour 5 défaites) du Kirolbet Baskonia Vitoria-Gasteiz en Euroligue. Il est remplacé par Velimir Perasović.
En mars 2019, l'entraîneur intérimaire du CB Gran Canaria Víctor García (es) est limogé de son poste en raison des mauvais résultats de l'équipe. Martínez retourne alors à Gran Canaria comme entraîneur.
En juin 2019, Martínez repart à Manresa.

## Palmarès
- Coupe Korać 1990
- Entraîneur de l'année de l'EuroCoupe 2017
- Champion d'Espagne en 2017